# Nyugat-Dunántúl
A Nyugat-Dunántúl (németül: Westtransdanubien) a hét (vagy nyolc) magyarországi statisztikai régió egyike, az ország északnyugati részében helyezkedik el. Három vármegye, Győr-Moson-Sopron, Vas és Zala alkotja ezt a régiót, melynek központja Győr.

## Közigazgatás
A nyugat-dunántúli régió járásai:
Győr-Moson-Sopron vármegye
- Csornai járás
- Győri járás
- Kapuvári járás
- Mosonmagyaróvári járás
- Pannonhalmi járás
- Soproni járás
- Téti járás

Vas vármegye
- Celldömölki járás
- Körmendi járás
- Kőszegi járás
- Sárvári járás
- Szentgotthárdi járás
- Szombathelyi járás
- Vasvári járás

Zala vármegye
- Keszthelyi járás
- Lenti járás
- Letenyei járás
- Nagykanizsai járás
- Zalaegerszegi járás
- Zalaszentgróti járás

## Legnépesebb települések
| Város           | Lélekszám                      |
| --------------- | ------------------------------ |
| Győr            | 130 191 fő (2024. jan. 1.) +/- |
| Szombathely     | 77 757 fő (2024. jan. 1.) +/-  |
| Sopron          | 61 589 fő (2024. jan. 1.) +/-  |
| Zalaegerszeg    | 55 152 fő (2024. jan. 1.) +/-  |
| Nagykanizsa     | 42 502 fő (2024. jan. 1.) +/-  |
| Mosonmagyaróvár | 34 165 fő (2024. jan. 1.) +/-  |
| Keszthely       | 17 849 fő (2024. jan. 1.) +/-  |

## Népesség
- Lakosság: 998 187 fő (2009)
- 0-14 éves korig terjedő lakosság: 14%
- 15-64 éves korig terjedő lakosság: 70%
- 65+ éves lakosság: 16%

## Turizmus

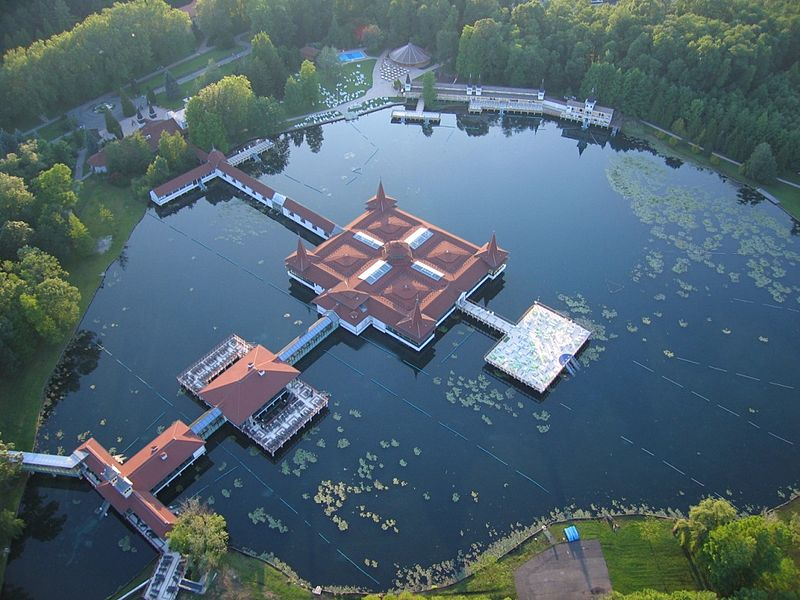
A Hévízi-tó fürdőépülete

A nyugat-dunántúli régió területe megegyezik a Nyugat-Dunántúl turisztikai régióval, kivéve Zala vármegye keleti, Balaton körüli részét, amely a Balaton turisztikai régióhoz tartozik.
Győr-Moson-Sopron vármegye
A megye különleges értékei a Pannonhalmi Bencés Főapátság és a Fertő tó, amelyek a világörökségi listán is szerepelnek. A fő turisztikai vonzerőt ezenkívül a számtalan értékes műemlék, Győr és Sopron történelmi hangulatú belvárosa, a kisvárosok és falvak barokk templomai, kastélyai, valamint a nagy múlttal rendelkező borászat jelentik. Sokan keresik fel a barokk stílus gyöngyszemének tekintett fertődi Esterházy-kastélyt és a magyarság egyik nemzeti zarándokhelyének számító nagycenki Széchenyi-kastélyt. Innen további kirándulás tehető a  nagycenki múzeumvasúton. A vidék híres látnivalói közé tartozik még a lébényi román stílusú templom és a fertőrákosi kőfejtő. 
Lásd még: Győr-Moson-Sopron vármegye turisztikai látnivalóinak listája
Vas vármegye
A megye fő látnivalói Szombathely és Kőszeg hangulatos történelmi városközpontjai, az Alpokalja természeti értékei, a barokk kastélyok, az őrségi falvak máig megőrzött népi építészete, valamint a jáki templom, a román stílusú építészet remekműve. A múzeumok közül megemlíthető a kőszegi Jurisics-vár kiállítása és a pityerszeri skanzen Szalafőn. A természetkedvelők sok ritka növényfajjal találkozhatnak a jeli (Kám), a Chernel-kerti (Kőszeg), a kámoni (Szombathely), a vépi és a szelestei arborétumokban. Az Őrségi Nemzeti Park és az Írottkő Natúrpark hegyvidéki erdei tiszta, jó minőségű levegője a túrázók számára fontos vonzerőt jelent. 
Lásd még: Vas vármegye turisztikai látnivalóinak listája
Zala vármegye
A megye turizmus szempontjából legfontosabb területe Keszthely és a Balaton 30 kilométeres partszakasza, valamint a Hévízi-tó. A vármegye fő turisztikai vonzerejét ezenkívül az érintetlen természet, a gyógyfürdők, a romantikus göcseji táj, az élő népművészet és a hagyományos falusi vendéglátás jelentik. A nagy kiterjedésű erdők kiváló túrázási lehetőséget biztosítanak. 
Lásd még: Zala vármegye turisztikai látnivalóinak listája

## Földrajz
Földrajzi értelemben a Nyugat-Dunántúl mindössze két vármegye: Győr-Moson-Sopron (4012 km²) és Vas (3337 km²) – ez együtt az ország területének 7,9%-a (Rakonczay, 1996).
Tájföldrajzi szempontok alapján legnagyobb része a Kisalföldhöz tartozik. Ezen kívül itt van szinte a teljes Nyugat-magyarországi peremvidék, és a Dunántúli-középhegység egy kis szigetkéje.
Közép-és kistájai:
1. Nyugat-magyarországi peremvidék:
1.1. Alpokalja:
- Soproni-hegység,
- Kőszegi-hegység és a Vas-hegy,
- Kőszeghegyalja (a Pinka fennsíkjával),
- Vasi-hegyhát,
- Őrség és Vendvidék

1.2. Fertő menti mészdombok
1.3. Sopron–Vasi-síkság
2. Kisalföld:
2.1. Győri-medence:
- Szigetköz,
- Fertő-medence
- Hanság,
- Rábaköz.

2.2. Kisalföld déli peremvidéke:
- Marcal-medence,
- Pannonhalmi-dombság (Sokoró),
- Kemenesalja,
- Kemeneshát és Rábavölgy.

2.3. Komárom–Esztergomi-síkság:
- Győr–Gönyűi homokvidék.

3. Dunántúli-középhegység:
- Ság hegy.

### Növényzete
A földrajzi változatosság a növényföldrajzi képet is színessé teszi: e viszonylag kis területen két flóratartomány négy flóravidékének hat flórajárása osztozik (Rakonczay, 1996):
Alpicum flóratartomány; kelet-alpesi flóravidék:
- rozáliai flórajárás,
- stájer flórajárás;

pannon flóratartomány:
1. nyugat-dunántúli flóravidék
- lajtai flórajárás
- vasi flórajárás;

2. alföldi flóravidék
- kisalföldi flórajárás;

3. Bakonyicum flóravidék
- veszprémi flórajárás

#### Kelet-alpesi flóravidék
1. Magyarországi területei
A nyugati határszél három kis foltján:
- a Soproni-hegységben,
- a Kőszegi-hegységben és
- a Vendvidéken

a hazánk területének döntő többségétől meglehetősen eltérő, alpi jellegű növényzetet találunk. A Soproni-hegység a Noricum flóravidék rozáliai, a másik két terület ugyane flóravidék stájer flórajárásának keleti peremén helyezkedik el; kelet felé a Pannonicum flóratartomány átmeneti flóravidéke váltja fel őket.
2. Flóraelemei és jellegzetes növénytársulásai
2.1. A flóravidék fő jellemzője a magashegységekből leereszkedő (dealpin boreális) flóraelemek feltűnő gyakorisága. Ezek a fajok a száraz és meleg nyarakat nem tűrik, ezért itt van elterjedési területük keleti határa: a pannon flóratartományba nem lépnek át.
Ezen a vidéken van Magyarország legtöbb tőzegmohalápja:
- oligotróf átmeneti lápok (Caricion lasiocarpae),
- dagadólápok (Oxycocco–Sphagnetea).

A fontosabb, illetve ismertebb lápok:
- a Vendvidéken:
  - Szalafőn és
  - Farkasfán;

- az Őrségnen:
  - Gödörházánál és
  - Szőcén a tőzegmohás láprét;

- a Vasi-hegyháton:
  - Vasvárnál és
  - a Jeli Arborétumban;

a kőszegi Alsóerdőben.
Ezeken az élőhelyeken fordul elő a 20, Magyarországról ismert tőzegmoha fajból 15.
A másik, tájképileg meghatározó társuláscsoport az erdei fenyveseké:
- mészkedvelő erdeifenyves (Myrtillo–Pinetum),
- erdeifenyőelegyes tölgyes (Pino–Quercetum),
- sziklai erdeifenyves (Cytiso–Pinetum).

A fenyvesek többsége ültetett.
Összefüggő, eredeti lucosok ugyan nincsenek, de a közönséges lucfenyő (Picea abies) elterjedésének is ez a keleti határvidéke (Soproni-hegység: Mészverem, Asztalfő, Kőszegi-hegység: Stájerházak). Egyesek szerint a közönséges jegenyefenyő (Abies alba) és a közönséges vörösfenyő (Larix decidua) szórványos előfordulásai (Asztalfő, Felsőszölnök is eredetiek.
Különösen a fenyvesekben és a mészkerülő lomberdőkben számos ritka máj- és lombosmoha faj él.
A legnevezetesebb fás szárú dealpin növény a havasi éger (zöld éger, Alnus viridis). A Kárpátokban ez a fa csak közvetlenül az erdőhatár alatt, 1500 m fölött gyakori; itt (Apátistvánfalva, Szakonyfalu) alig 300 m magasan reliktum jellegű.
2.2. A montán–szubalpin flóraelemek közül a páfrányok nevezetesek:
- a hegyipáfrány (Oreopteris limbosperma) az egész területen megtalálható,
- a struccharaszt (Matteuccia struthiopteris) és
- a bordaharaszt (Blechnum spicant) jóval ritkább

2.3. Kelet-alpesi–szubalpin virágos növények:
- fehér acsalapu (Petasites albus),
- fehér sáfrány (Crocus albiflorus) – Kőszegnél,
- hármaslevelű foszlár (Cardamine trifolia) – a kőszegi égeresekben,
- pompás zergeboglár (Trollius europaeus) – Kőszegfalva, Szőce, Szalafő,
- osztrák zergevirág (Doronicum austriacum),
- narancsvörös aggófű (Senecio aurantiacus) ,
- havasi palástfű (Alchemilla glabra ssp. alpestris) – csak Sopronnál,
- csak a Vendvidéken két sásfaj:
  - gyepes sás (Carex caespitosa),
  - szürkés sás (Carex canescens),
- enyves aszat (Cirsium eristhales),
- fecsketárnics (Gentiana asclepiada),
- két bennszülött, montán–prealpin tarsóka faj:
  - a havasalji tarsóka egyik alfaja (Thlaspi alpestre ssp. sylvestre) és
  - az osztrák tarsóka (Thlaspi goesingense),.

A hegyi árnika (Arnica montana) a 20. században kipusztult.

#### Átmeneti flóravidék
A kelet-alpi flóravidék és a pannon flóratartomány közötti sávot jeles botanikusunk, Gáyer Gyula nevezte el 1925-ben Praenoricumnak; ugyanígy hívják a vele gyakorlatilag azonos területen elhelyezkedő faunakörzetet is. A flóravidéket három flórajárásra osztjuk:
- északi része a Lajtai táj (Lajtaicum),
- középső része a Vasi táj (Castriferreicum);
- déli része a Vasi-hegyhát és Göcsej (Petovicum).

#### Alföldi flóravidék
A Kisalföld síkjából szigetszerűen kiemelkedő Ság hegy a középhegységi flóravidék veszprémi flórajárásának része

### Állatvilága

#### Kutatásának története
A Nyugat-Dunántúl Magyarország állatföldrajzilag legjobban ismert területeinek egyike. A soproni seregélyekről már Bél Mátyás Hungariae Antiquae et Novae Prodromus (Nürnberg, 1723) című könyvében olvashatunk.
Sopron madárvilágát részletesebben Fászl János bencés gimnáziumi tanár tanulmányozta. Az ő tanítványa volt Chernel István, a Savaria Múzeum 1908-ban megnyitott természetrajzi tárának első vezetője, a Magyarország madarai című, összegző könyv szerzője. Több dolgozatot írt erről a környékről Vönöczky-Schenk Jakab, a Magyar Madártani Intézet egykori igazgatója: neki köszönhető, hogy a világon harmadikként Magyarországon vezettük be a madarak tervszerű gyűrűzését.
A gerinctelenek első kutatója Freh Alfonz volt, aki a Kőszegi Katolikus Kisgimnázium 1877/78-as értesítőjében hatszáz, a városban, illetve környékén előforduló bogárfajt sorolt fel. A Kőszegi-hegység állatvilágának felkutatására id. Dudich Endre kezdeményezésére 1936 tavaszától őszéig, majd 1937-ben Kőszeg Város Helytörténeti és Szülőföldismereti Múzeuma, a Pázmány Péter Tudományegyetem és az Országos Természetrajzi Múzeum szakemberei úgynevezett faunakutató kirándulásokon gyűjtötték be, majd írták le elsősorban a hegység ízeltlábúit. Ennek néhány eredménye a szakemberek neveivel és a meghatározott fajok számával:
- Kaszab Zoltán – bogarak – 800;
- Szent-Ivány József – nagylepkék – 434;
- Móczár László – hártyásszárnyúak – 549.

1940-ben Csiki Ernő 730 új bogárfajt mutatott  ki, ezzel a hegységből ismert bogárfajok száma 2111-re emelkedett. Ennek a szakasznak a kiemelkedő tudományszervező egyénisége Visnya Aladár volt.
A 2. világháború után a határsáv szigorú felügyeleti rendje Sopron és Kőszeg környékén is megnehezítette a kutatómunkát, ami ezeken a vidékeken valójában csak 1967-ben, az Alpokalja Természet Képe Kutatási Program részeként indult újra.

#### Állatföldrajzi helyzete
A Nyugat-Dunántúl a közép-dunai faunakerület része. Legnagyobb része ennek kisalföldi faunajárásához tartozik; nyugati peremén pedig egyes foltok
- a Lajta-hegységi faunajárás,
- a stájer faunajárás, illetve
- a kőszegi és rozáliai faunajárás részei.